# 卡梅倫鎮區 (內布拉斯加州霍爾縣)
卡梅倫鎮區（英語：Cameron Township）是位於美國內布拉斯加州霍爾縣的一個行政鎮區。

## 地方資料
卡梅倫鎮區的面積為92.79平方千米，皆為陸地。根據2020年美國人口普查的數據，當地共有人口139人，而人口密度為每平方千米1.5人。